# Иерусалимская православная церковь
Иерусали́мская правосла́вная це́рковь (известная также как Це́рковь Сио́на, греч. Σιωνίτις Εκκλησία, официально Иерусали́мский патриарха́т, греч. Πατριαρχείον Ἱεροσολύμων, Греко-православный патриархат Иерусалима, араб. كَنِيسَة أُورُشَلِيمَ الأُرْثُوذُكسِيَّة‎; ивр. הכניסייה האורתודוקסית של ירושלים‎) — древнейшая автокефальная поместная православная церковь, занимающая четвёртое место в диптихе автокефальных поместных церквей. Один из пяти древних патриархатов Вселенской церкви. Церковь является одной из старейших в христианском мире, в 451 году она получила статус патриархата. Административный центр патриархата, патриаршая резиденция и кафедральный собор храм Гроба Господня находятся в Иерусалиме, в настоящее время Иерусалимская церковь возглавляется патриархом Феофилом III. Церковная юрисдикция Патриархата включает примерно от 200 000 до 500 000 православных христиан по всей Святой земле в Палестине, Иордании и Израиле.
Считается, что церковь была основана в Пятидесятницу, когда Святой Дух сошёл на святых апостолов и положил начало распространению новой веры по свету. Церковь совершает свои богослужения по древнему византийскому обряду, язык богослужения которого, койне (древнегреческий), является языком, на котором был написан Новый Завет, церковь следует своему собственному литургическому календарю — юлианскому.
Управляется патриархом Иерусалимским и Священным синодом.
Юрисдикция в настоящее время простирается на территорию Израиля, Иордании и Палестины; автономная часть — Синайская архиепископия с монастырём Святой Великомученицы Екатерины на Синайской горе в Египте.
Большинство прихожан Иерусалимской церкви составляют палестинцы и иорданцы, со значительными меньшинствами из русских и иных славянских народов, а также румын и грузин. Однако в церковной иерархии доминирует греческое духовенство, что является источником постоянной напряжённости. Церковь служит также хранителем нескольких священных мест в христианстве, часто связанных с другими конфессиями, включая место распятия Христа и гробницу, из которой, как полагают, Христос воскрес.
Полный титул предстоятеля Церкви: Блаженнейший, Божественнейший и Всесвятейший Кир (имя) Патриарх Святого града Иерусалима и всея Палестины, Сирии, Аравии, обонпол Иордана, Каны Галилейской и святого Сиона. Избранного Собором и Синодом кандидата на патриаршем престоле утверждают светские власти Израиля, Иордании и Палестины.

## История

### Начальный период. I—IV века

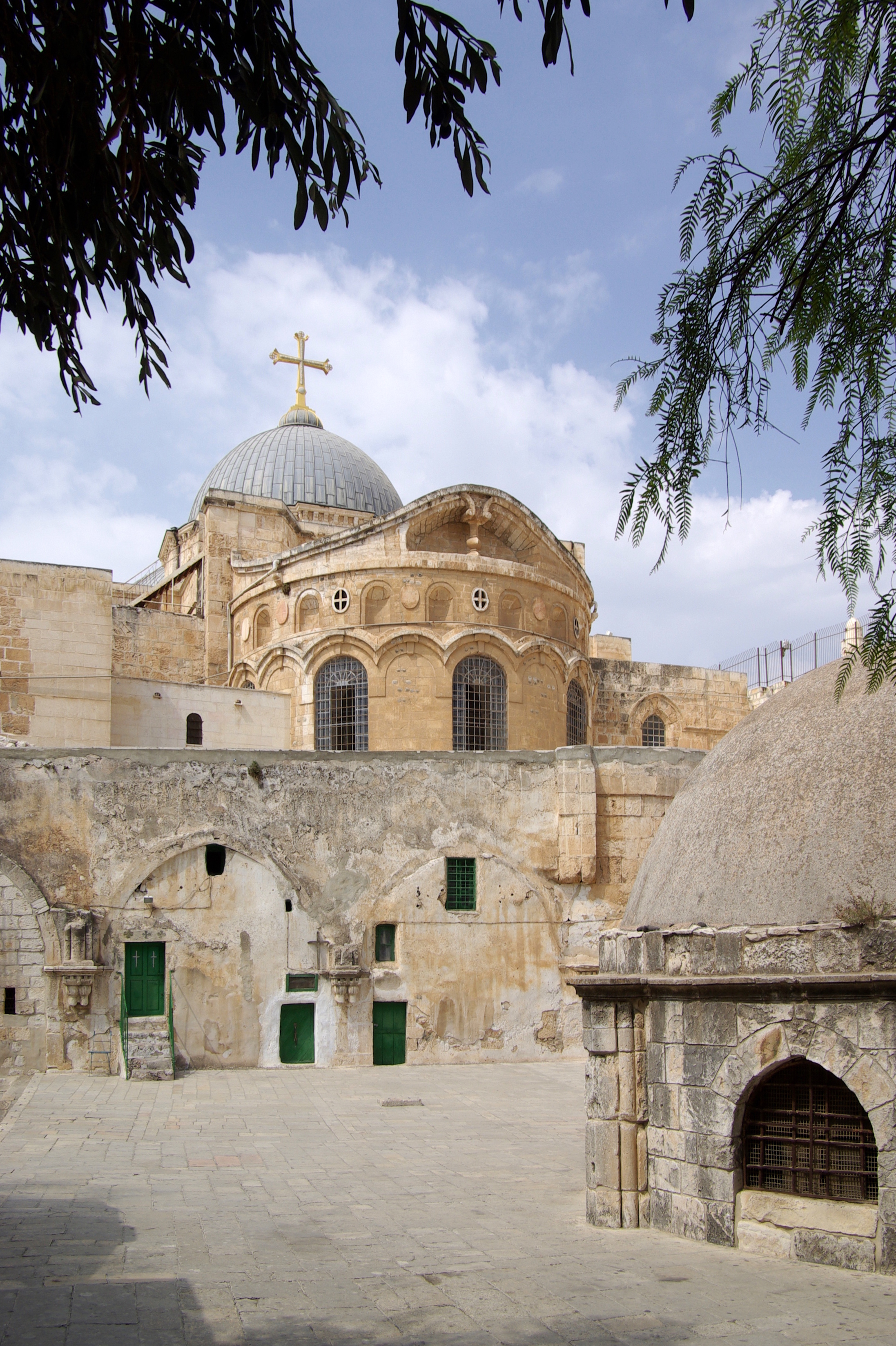
Вид на храм Гроба Господня, Иерусалим.

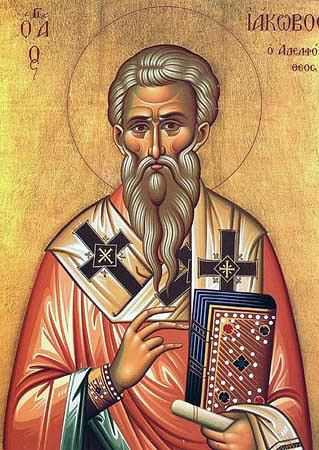
Иаков, брат Господень, первый епископ Иерусалима.

Первым епископом Иерусалимской православной церкви считается апостол Иаков, брат Господень. Основание и становление Иерусалимской православной церкви описано в Евангелии и Деяниях апостолов, в них описывается основание церкви Иисусом Христом и проповедь апостолов, в результате которой произошло становление Церкви.
В апостольскую эпоху христианство представляло собой конгломерат множества поместных церквей, которые единогласно рассматривали Иерусалим как свой главный центр и точку отсчёта, «Святым и славным Сионом, матерью всех церквей». Конечно, ни одно место в христианском мире не может быть более почитаемым, чем  Гроб Господень (греч. Ἅγιος Τάφος)  или Трёхдневное ложе Христа – место Его Воскресения. Именно Гроб Господень, над которым построена часовня-кувуклия является главной святыней Иерусалимской православной патриархии, изображённой на гербе патриархии Иерусалима. Кроме того, особо почитаемой для всех христиан является Пещера Рождества в Вифлееме, а также место Тайной вечери, откуда появилась первая христианская церковь.
Перед началом Первой иудейской войны (66–73 годы н. э.) и разрушением Второго храма будущим императором Титом в 70 году христиане во главе с святым Симеоном Нигером бежали в Пеллу в Декаполисе (Иордания), где они оставались до 135 года.
Евреи Палестины снова восстали против власти могучего Рима под руководством Бар-Кохбы, начав долгую и жестокую войну (132–136 годы). К тому времени или в течение этого времени христиане вернулись в Иерусалим. Однако, чтобы наказать евреев за их восстание и предотвратить дальнейшие беспорядки, Адриан разрушил Иерусалим и превратил его в римскую колонию под названием Элия Капитолина. В 135 году митрополит Кесарии назначил Марка первым епископом Элии Капитолины. Он был первым епископом из бывших язычников в Иерусалимской церкви, все предыдущие были евреями. Преследование евреев римскими властями в Иудее усилилось, большая часть еврейского и христианского населения Иудеи была порабощена и рассеяна по всей Римской империи. Значение и место Иерусалима в жизни христианской церкви уменьшились, хотя остатки еврейского и христианского населения всегда оставались в городе и в провинции.
Несмотря на раздоры, преследования и малочисленность населения, епископы продолжали избираться или назначаться. Евсевий Кесарийский приводит имена непрерывной череды из тридцати шести епископов Иерусалима вплоть до 324 года. Первые шестнадцать из этих епископов были из бывших иудеев — от Иакова до Иуды († 135), а остальные были из бывших язычников. Митрополиты Кесарии продолжали назначать епископов Элии Капитолины до 325 года, когда Первый Никейский собор предоставил епископу иерусалимскому определённый приоритет в своём седьмом каноне, хотя епископ Элии Капитолины всё ещё подчинялся митрополиту Кесарии.
В 451 году постановлением IV Вселенского собора епископу Иерусалимскому дарован титул патриарха, а Иерусалимская церковь заняла пятое место во Вселенском православном диптихе, после Римской, Константинопольской, Александрийской и Антиохийской церквей (после Великой схизмы 1054 года стала на четвёртое место). С тех пор Иерусалимская церковь остаётся автокефальной. Иерусалимский епископат получил статус патриархата из-за важности Святой земли; особого положения этой территории оформленного Вселенскими Соборами; возведения великолепных церквей; обращения значительной части населения римской Сирии и Палестины в христианство; паломничества со всего мира; большого числа выдающихся епископов, монахов и учителей Иерусалимской церкви; деятельности Братства Гроба Господня и поддержки различных императоров Римской империи.
Персы заняли Иерусалим в 614 году и взяли в плен патриарха Захарию, захватив  многие храмовые реликвии и ценности, включая Животворящий крест Господень. Хризостом Пападопулос пишет в своей Истории Иерусалимской церкви: «Церкви и монастыри внутри и за пределами Иерусалима были разрушены; христиане были жестоко убиты… тысячи заключенных, купленных евреями, были убиты. Всё хорошее, что существовало, было уничтожено или разграблено захватчиками. Монахи были безжалостно убиты, особенно монахи лавры Саввы Освященного». После победы над Персией в 629 году император Ираклий I торжественно вступил в освобождённый Иерусалим — Палестина снова стала провинцией Римской империи, священные реликвии были возвращены, а пленные смогли вернуться на родину, включая и патриарха Захарию. Начался короткий период восстановления после разрушительной войны, который однако закончился с началом мусульманских завоеваний.

### Под властью арабов. VII—XI века
В 637 году, после длительной осады Иерусалима, патриарх Софроний сдал город халифу Умару, в обмен на подписание и соблюдение Пакта Умара, в котором признавались права христиан на проживание и защиту. В 638 году Армянская Апостольская церковь начала назначать  собственного епископа в Иерусалиме. Однако после 638 года ситуация  резко изменилась. Христианские святыни неоднократно разграблялись и осквернялись преемниками Умара,  повсюду царили жестокие гонения. Самые смертоносные преследования произошли во времена халифа Аль-Хакима Биамриллаха (996–1021 годы), психопата, прозванного «Нероном Египта» за его безжалостность. Он жестоко преследовал как христиан, так и евреев. Он приказал, чтобы на публике евреи носили маски, изображающие голову быка, и колокольчики на шеях; христиане должны были носить траурную одежду и кресты длиной в один ярд. Кроме того, Аль-Хаким приказал разрушить храм Гроба Господня. В XI веке халиф Аз-Захир Биллах, согласно договору с Восточной Римской империей, разрешил реконструкцию разрушенных христианских святынь.
Во время Великой схизмы 1054 года патриарх Иерусалимский присоединился к патриархам Антиохийскому, Константинопольскому и Александрийскому против притязаний папского престола.

### Крестоносцы и мамлюки. XI—XVI века
В 1099 году крестоносцы захватили Иерусалим, основав Иерусалимское королевство и установив латинскую иерархию под руководством латинского патриарха, а также изгнав православного патриарха. Латинский патриарх проживал в Иерусалиме с 1099 по 1187 год, в то время как греческие иерархи продолжали назначаться, но проживали в Константинополе. Несмотря на это, иерусалимские короли терпимо относились к православным монастырям, даже оказывая им покровительство. В королевстве даже оставались некоторые православные архиереи. В различных документах XII века фигурируют епископ Самуил, проживавший в Иерусалиме в 1130-х годах, Мелетий, «архиепископ греков и сирийцев» Газы и Элевтерополя (упоминался в 1173 году) и неизвестные епископы Лидды, Скифополя и Акры. В отсутствие в Палестине патриархов игумен лавры Святого Саввы выступал в роли фактического главы Церкви. Данная ситуация объясняется некоторым несовпадением политики Папского престола и иерусалимских королей, заинтересованных в поддержании дружественных отношений с Восточной Римской империей. Так император Мануил Комнин имел возможность вкладывать большие средства в восстановление и украшение палестинских монастырей и церквей. Кроме того, не возникало конкуренции между католическими и православными монастырями, поскольку католические монастыри учреждались в более безопасных окрестностях Иерусалима либо в Галилее, православным же была оставлена Иудейская пустыня.
В 1187 году крестоносцы были вынуждены бежать из Иерусалима, и православный патриарх вернулся в Иерусалим. Католическая церковь продолжала назначать латинских патриархов, хотя их должностные лица проживали в Риме до 1847 года, когда османские власти разрешили им вернуться на Ближний Восток.
Братство Святого Гроба, тесно связанное с Иерусалимской православной церковью, остается хранителем многих христианских Святых мест на Святой Земле, иногда совместно с Римско-католической церковью и Восточными церквями (коптской, сиро-яковитской, эфиопской и армянской церквями).
В XIII–XV веках Палестину заняли мамлюки, которые разрушали храмы, уничтожали духовенство с целью искоренить любое напоминание о христианстве. Благодаря их действиям, христиане, составлявшие в XI веке едва ли не половину населения Сирии и Палестины, через 200 лет оказались в подавляющем меньшинстве, распределившись по небольшим общинам. Особенно положение ухудшилось после падения Византии в 1453 году.

### Под властью Османской империи. XVI—XIX века
Турецкое завоевание Палестины в 1517 году положило начало относительно спокойному периоду в жизни Иерусалимской православной церкви. Под оттоманским господством православный патриархат закрепил свои позиции на Святой Земле и постепенно из крайне бедной церкви превратился во влиятельную силу. После того как в 1534 году патриарх Дорофей II Аталла снял с себя патриарший омофор, завершилась эпоха арабского патриаршества.
Первый Иерусалимский патриарх из числа греков, Герман I (1537–1579 годы), завязал прямые отношения с царём Иваном Грозным. Когда власть перешла в руки патриархов-греков, материальное положение Церкви стало улучшаться: появились деньги для ремонта ветхих зданий и драгоценная церковная утварь. Греки принялись расширять свои владения преимущественно за счёт других православных Церквей, скупая грузинские и сербские монастыри на Святой Земле. В XVI веке для охраны Святых мест греками было воссоздано монашеское братство Святого Гроба Господня.
С течением времени греки сумели не только окончательно закрепить за собой Иерусалимский патриарший престол, все архиерейские кафедры патриархата и Святогробское братство, но и завладеть теми святыми местами и монастырями, которыми ранее распоряжались арабы, грузины и сербы. Когда патриарх Феофан III (1608–1644 годы) по решению иерусалимского кадия (судьи) отнял у Римской курии Святую Пещеру и Голгофу, католики подкупили иерусалимского пашу, который заключил Феофана в тюрьму (тот, подкупив евнуха, смог бежать в Константинополь). Патриарх Паисий (1645–1660 годы) по приказу османских властей был также заключён в тюрьму, но уже по обвинению в изготовлении короны для московского царя (хотя это была всего лишь митра, привезённая им из Москвы и украшенная драгоценными камнями).
В 1604 году Османская империя, после долгого периода запрета, вновь разрешила католическому духовенству действовать в Палестине. Позже, это стало способствовать провоцированию конфликтов между православным и католическим духовенством за обладание различными Святыми местами. Из-за этого даже был вынужден вмешаться турецкий султан Мурад IV, принявший сторону православного клира, в 1634 году он выпустил три указа предостовлявшие православному духовенству преимущественное над католиками право пользования Святыми местами.
В 1672 году прошёл Иерусалимский собор, в котором приняли участие представители большинства (или, возможно, всех) православных церквей, на котором были вынесены решения о составе канона Библии и об отношении к лютеранству. Этот собор считается христианскими историками важнейшим в поздней истории Православной церкви. На соборе присутствовали архиереи Русской православной церкви.
В 1757 году султаном Османом III был издан новый указ, подтверждавший у православных преимущественное право на владение Святыми местами в Палестине. Период до конца XVIII века можно назвать своего рода расцветом Иерусалимской церкви. Однако, благоденствию пришёл конец после вторжения войск Наполеона в Палестину, принёсшего опустошения. 30 сентября 1808 года в храме Гроба Господня произошел сильный пожар, уничтоживший деревянные конструкции и тканые занавеси. Пожар начался на армянской части, что дало грекам повод обвинить армян в умышленном поджоге с целью получить от Порты право на восстановление храма. Восстановительные работы шли в период с 1809–1810 годов и сопровождались непрерывными конфликтами с армянами и католиками, иерусалимским муфтием и городскими янычарами. В декабре 1809 года янычары даже взбунтовались и на несколько недель овладели Иерусалимом, а греческие монастыри были разграблены. В января 1810 года власти подавили мятеж, а строительные работы возобновились. Пользуясь возможностью, греки внесли некоторые изменения в интерьер храма, постаравшись избавиться от элементов готической архитектуры, оставшихся со времен крестоносцев и францисканских реконструкций XVI века, а также от находившихся под Голгофой гробниц королей-крестоносцев Готфрида и Балдуина I. Храм был заново освящен и открыт в сентябре 1810 года.
К этому времени, церковь снова начала испытывать финансовые трудности, кроме строительных и ремонтных расходов огромные суммы уходили на подкуп османских чиновников и иные различные цели. Патриарх Поликарп был вынужден обратиться за помощью к российскому императору Александру I, в ответ на это в 1817 году Россия частично оплатила долги Церкви. В 1814 году в городе Таганрог и в 1818 году в городе Москва были учреждены подворья Иерусалимской церкви. После начала войны за независимость Греции в 1821 году, отношение турецких властей к православным грекам Палестины стало быстро ухудшаться. Братство Святого Гроба Господня турецкие власти все больше воспринимали как политическую организацию, арестовывали и пытали ее членов. Прекратились паломничество и поступление средств с Балканского полуострова. При известии о восстании греков иерусалимские мусульмане стали готовить погром православных христиан. Предотвращение террора против православных в Палестине потребовало от Церкви не меньших финансовых усилий, продавались и закладывались драгоценности, а также различное имущество Церкви. Это возымело эффект, поскольку турецкие власти всё же смогли воспрепятствовать беспорядкам.
В 1827 году патриархом стал Афанасий V, благодаря ему долги Церкви перед кредиторами были полностью погашены. После заключения Адрианопольского мира в 1829 году султан Махмуд II в знак широкого жеста доброй воли аннулировал проценты по долгам Святогробского братства и частично расплатился с долгами. Остальные долги были оплачены христианскими странами по просьбе патриарха. В 1834 году Святейший Синод Русской Церкви благословил установление специальной «церковной кружки» на нужды Гроба Господня. В годы деятельности Афанасия V также открылось множество церковных школ в Иерусалиме, Вифлееме, Яффе и других городах.
Вторая половина XIX века отметилась в Палестине тем, что туда стали активно проникать представители других христианских конфессий, а также резко активизировались католики. Так в 1839 году в Иерусалиме начала свою деятельность англиканская миссия, а в 1847 году папа римский Пий IX восстановил пост латинского патриарха. Как католики, так и протестанты осуществляли свою миссионерскую деятельность не в среде мусульманского населения, а среди православных палестинцев. Это спровоцировало новые конфликты между деноминациями, из-за сильной конкуренции как на прихожан так и на Святые места. В начале 1880-х годов на 20-25 тысяч православных христиан Палестины приходилось 98 церкви, 29 школ и 4 больницы, в сравнении с 12 тысячью католиками, которые имели 72 костёла, 20 больниц и 57 учебных и культурно-просветительских заведений.

### Новейшая история
После Первой мировой войны британцы получили от Лиги Наций мандат на управление Палестиной, период их правления отметился массовой эмиграцией европейских евреев и арабов из других стран и регионов в Палестину, что вызвало сильное демографическое давление на христианское население. Новым серьёзным испытанием для православных христиан стала война за независимость Израиля, в период этого конфликта многие христиане были вынуждены бежать, спасая свои жизни. Одни бежали сами, другие были изгнаны из своих домов. Война повлекла за собой большие разрушения, многие семьи были разделены или лишились крова, регион же оказался разделён между новообразованными Израилем и Иорданией, где не всегда лояльно относились к православным христианам, особенно в Иордании. Тенденции к эмиграции христиан из исторической Палестины сильны и в наши дни, по сравнению с соседним Израилем, где численность христиан снова медленно начинает расти. С момента образования Израиля, Иерусалимскую православную церковь постоянно пытаются вовлечь в арабо-израильский конфликт, стараясь склонить церковь принять ту или иную сторону.
В 2005 году в Церкви произошёл кризис, когда патриарх Ириней был смещён со своего поста Священным синодом Иерусалимской православной церкви после сдачи в долгосрочную аренду еврейским компаниям церковного имущества в Старом городе. 22 августа 2005 года Священный синод Иерусалимской православной церкви единогласно избрал Феофила, архиепископа Фаворского, 141-м Патриархом Иерусалимским. Феофил III стал патриархом в очень трудное время в истории Церкви. Политика Ближнего Востока и деликатность отношений с палестинскими арабами, Израилем и Иорданией по-прежнему играют роль в жизни Церкви.
В течение некоторого времени израильское правительство отказывалось признавать Феофила новым патриархом и продолжало признавать патриархом только Иринея. Эта позиция подверглась критике как противоречащая единогласному решению представителей всех православных церквей, собравшихся на Фанаре по призыву Вселенского Патриарха, отозвать общение с Иринеем и признать каноническое избрание Феофила.
Отказ Израиля дать гражданские права патриарху лишил того возможности подать на израильское правительство в суд и заморозило его банковские счета. Это, в свою очередь, угрожало сохранению Святых мест и школьной системы патриархата с 40 000 учащихся. Утверждалось, что истоки спора являются частью сорокалетней попытки израильского правительства и политиков заполучить в свою собственность обширные земельные владения Церкви, стоимость которых оценивается в сотни миллионов долларов. Израильская пресса сообщала, что высокопоставленные чиновники израильского правительства были вовлечены в мошенническую сделку с недвижимостью с низвергнутым патриархом Иринеем и опасаются последствий судебного иска.
В 2006 году Израиль аннулировал греческим священнослужителям документы позволяющие беспрепятственно находиться на территории Израиля, что грозило вызвать серьёзный кризис внутри Церкви, поскольку большинство монахов являются гражданами Греции. Патриарх Феофил обратился в Верховный суд Израиля. Решение должно было быть вынесено в середине 2006 года, а затем в январе 2007 года, но израильское правительство неоднократно просило о дальнейших задержках в рассмотрении этого дела. Израильская газета Гаарец сообщила 11 февраля 2007 года, что израильское правительство предложило признать Феофила, если он откажется от контроля над несколькими ценными объектами недвижимости и продаст церковную собственность израильским чиновникам.
В мае 2007 года правительство Иордании отозвало своё предыдущее признание Феофила III, но 12 июня 2007 года кабинет министров Иордании отменил своё решение и объявил, что он вновь официально признал Феофила патриархом. Архиепископ Севастийский Феодосий, активный сторонник палестинского движения за независимость от Израиля, также призвал к бойкоту Феофила.  В декабре 2007 года израильское правительство всё же было вынуждено признать Феофила.
25 июля 2019 года Священный Синод Иерусалимской Православной Церкви на заседании под председательством патриарха Феофила III, снял канонические прещения, то есть наказания, с низложенного в 2005 году патриарха Иринея (Скопелитиса). Он был восстановлен в епископском достоинстве и с этого времени официально стал именоваться «бывшим патриархом».

## Современное состояние

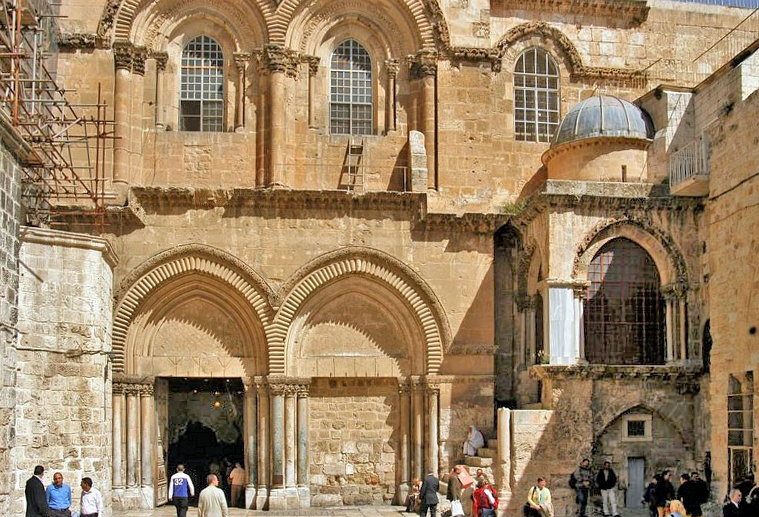
Храм Гроба Господня в Иерусалиме

Символ тау-фи.

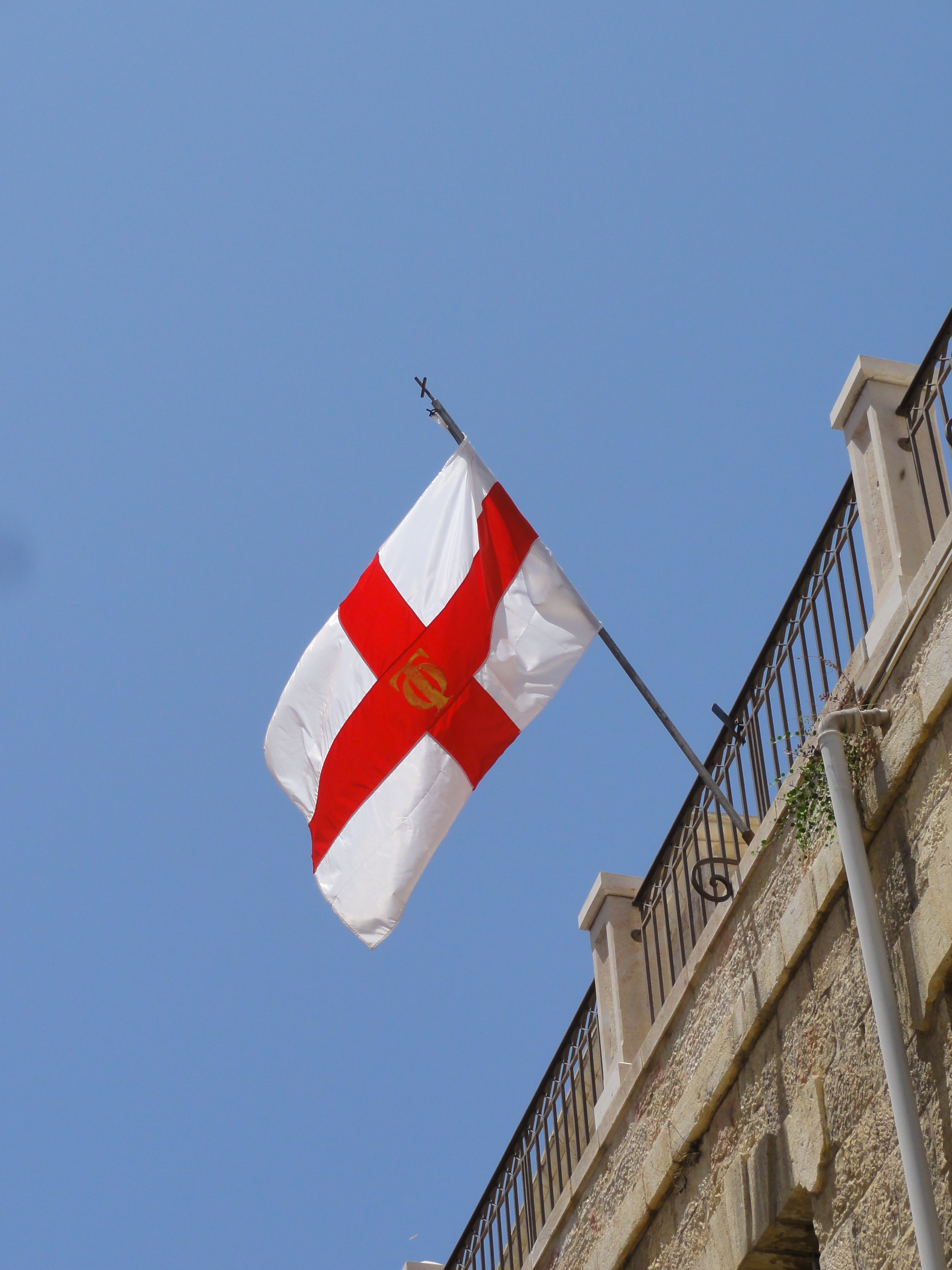
Флаг патриархата с символом тау-фи.

Символом Церкви является лигатура греческих букв тау и фи, обозначающих греческое слово ταφος — гроб.

### Структура Иерусалимского патриархата
Административное устройство Иерусалимского Патриархата состоит из 11 архиепископий и 10 митрополий. Среди архиепископий можно выделить следующие:
- Архиепархия Герасская: Феофан (Хасапакис) (с 1992 года)
- Архиепархия Тивериадский: Алексий (Мосхонас) (с 1996 года)
- Архиепархия Авилонская: Дорофей (Леоварис) (с 2000 года)
- Архиепархия Иоппийская: Дамаскин (Гаганьярас) (с 2000 года)
- Архиепархия Константинская: Аристарх (Перистерис) (с 1998 года)
- Архиепархия Фаворская: Мефодий (Ливерис) (с 2005 года)
- Архиепархия Иорданская: вакантно
- Архиепархия Севастийская: Феодосий (Ханна) (с 2005 года)
- Архиепархия Аскалонская: вакантно
- Архиепархия Сепфориса: вакантно
- Архиепархия Мадавская: Аристовул (Кириазис) (с 2018 года)
- Архиепархия Кириакопольская: Христофор

Среди митрополий выделяются следующие:
- Кесарийская митрополия и экзархат Палестины Прима: вакантно
- Скифополиская митрополия: вакантно
- Петрская митрополия и экзархат Аравии Петрейской: вакантно
- Птолемаидская митрополия (14 приходов): вакантно
- Назаретская митрополия экзархат всей Галилеи (6 приходов): Кириак (Георгопетрис) (с 1991 года)
- Неапольская митрополия: вакантно
- Капитолиадская митрополия: Исихиос (Элиас) Кондогианнис (с 1991 года)
- Вострская митрополия: Тимофей (Маргаритис) (с 1998 года)
- Елевферопольская митрополия: вакантно
- Филадельфийская митрополия: вакантно
- Еленопольская митрополия: Иоаким

Имеется одна полуавтономная единица:
- автономная Синайская архиепископия, в ведении которой находится монастырь великомученицы Екатерины.

Существуют также 6 патриарших территориальных управлений, именуемых эпитропиями (аналогов благочиний):
- Патриаршая Епитропия в Аммане
- Патриаршая Епитропия в Иоппии
- Патриаршая Епитропия в Газе
- Патриаршая Епитропия в Ирбете
- Патриаршая Епитропия в Мадиве
- Патриаршая Епитропия в Катаре

Все существующие епископские кафедры, кроме Патриаршей и Синайской, Птолемаидской и Назаретской фактически являются титулярными, так как не наделяют занимающих их епископов никакой властью.
Высшим органом церковного управления Иерусалимского патриархата является Священный синод, который осуществляет высшую власть в ИПЦ в вопросах вероисповедания, законодательства и управления. Заседания Синода проходят несколько раз в год. В синод входят примерно половина епископата Иерусалимского Патриархата и некоторые архимандриты.
Предстоятелем Иерусалимской православной церкви и председателем Синода является Иерусалимский Патриарх (полное наименование должности: Патриарх Святого Града Иерусалима и всей Палестины, Сирии, Аравии, всего Заиорданья, Каны Галилейской и святого Сиона). С 22 августа 2005 года эту должность занимает Феофил III (в миру Илиас Яннопулос). Патриаршая резиденция находится в Иерусалиме, патриаршим кафедральным собором является Храм Воскресения Христова (Гроба Господня).
Существует должность Патриаршего эпитропа или Патриаршего местоблюстителя, который считается вторым по значимости лицом в Иерусалимском Патриархате после Патриарха.

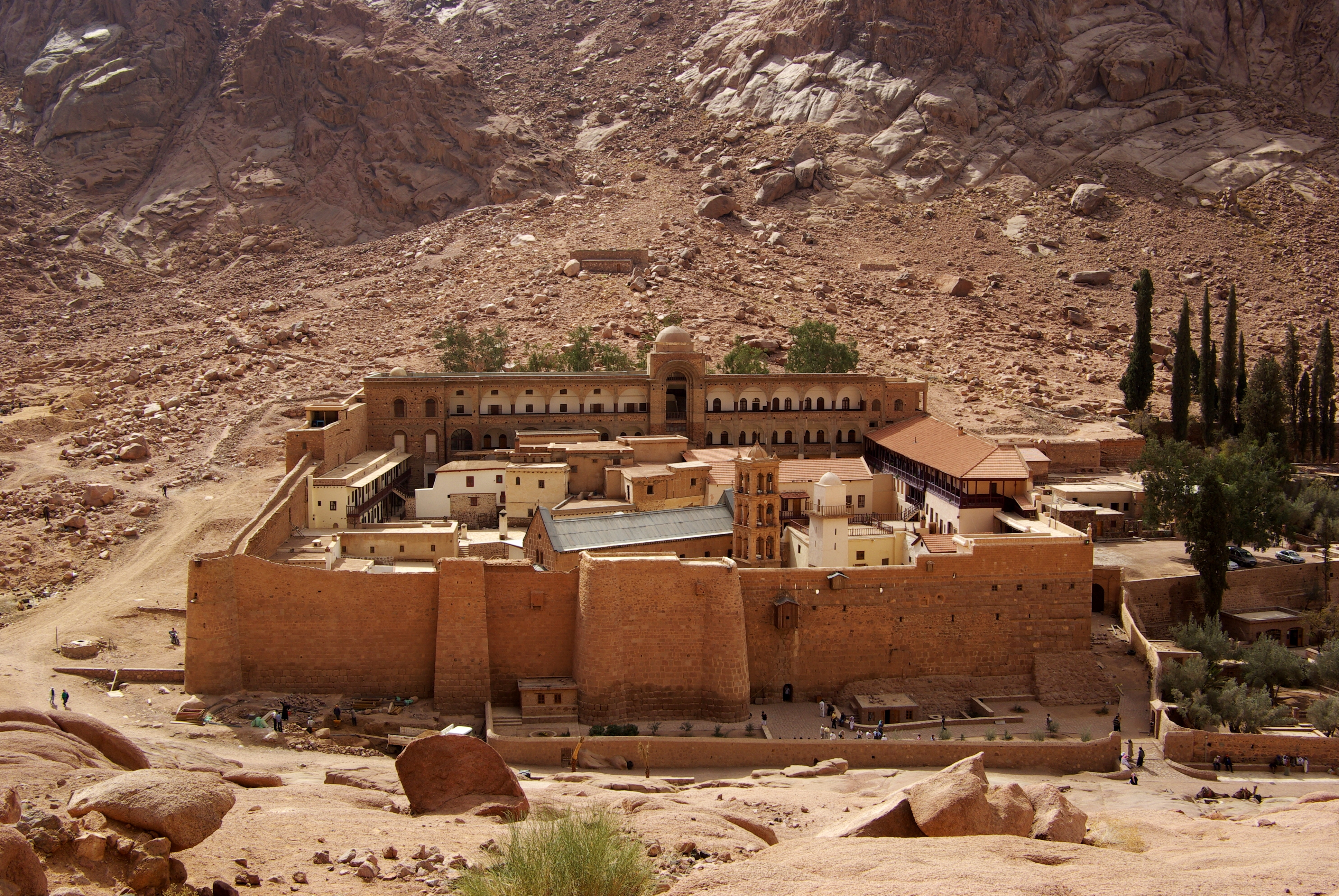
Монастырь Святой Екатерины на Синае

Особый статус имеет Синайская архиепископия в статусе автономной церкви, с монастырем святой великомученицы Екатерины на Синае, управляется Архиепископом Синайским, Фаранским и Раифским; резиденция которого находится в Каире. В состав Синайской Православной Церкви, входит один из древнейших непрерывно действующих христианских монастырей в мире — Монастырь Святой Екатерины. Братство Святого Гроба, которое наиболее близко связано с Православной Иерусалимской Церковью, оставалось хранителем многих христианских святых мест в Иерусалиме.
Иерусалимский Патриархат насчитывает, по разным оценкам, от 156 тысяч до почти 500 тысяч верующих (в основном палестинских и израильских арабов), в самом же Иерусалиме — около 8 тысяч православных верующих. Богослужение совершается в основном на греческом и арабском языках, однако по причине традиционно большого числа паломников используются и другие языки: церковнославянский, румынский и другие. В настоящее время большинство приходских священников и прихожан — арабы, однако весь епископат традиционно был греческий и избирался исключительно из членов братства Святого Гроба. Лишь при Патриархе Феофиле III наметилась тенденция рукополагать в епископы этнических арабов: Феодосий (Ханна) (2005), Филумен (Махамре) (2013), Христофор (Аталла) (2018).
В апреле 2008 года Патриарх Феофил сообщил, что Иерусалимский Патриархат создал комиссию помощи русскоязычным приходам в Израиле.

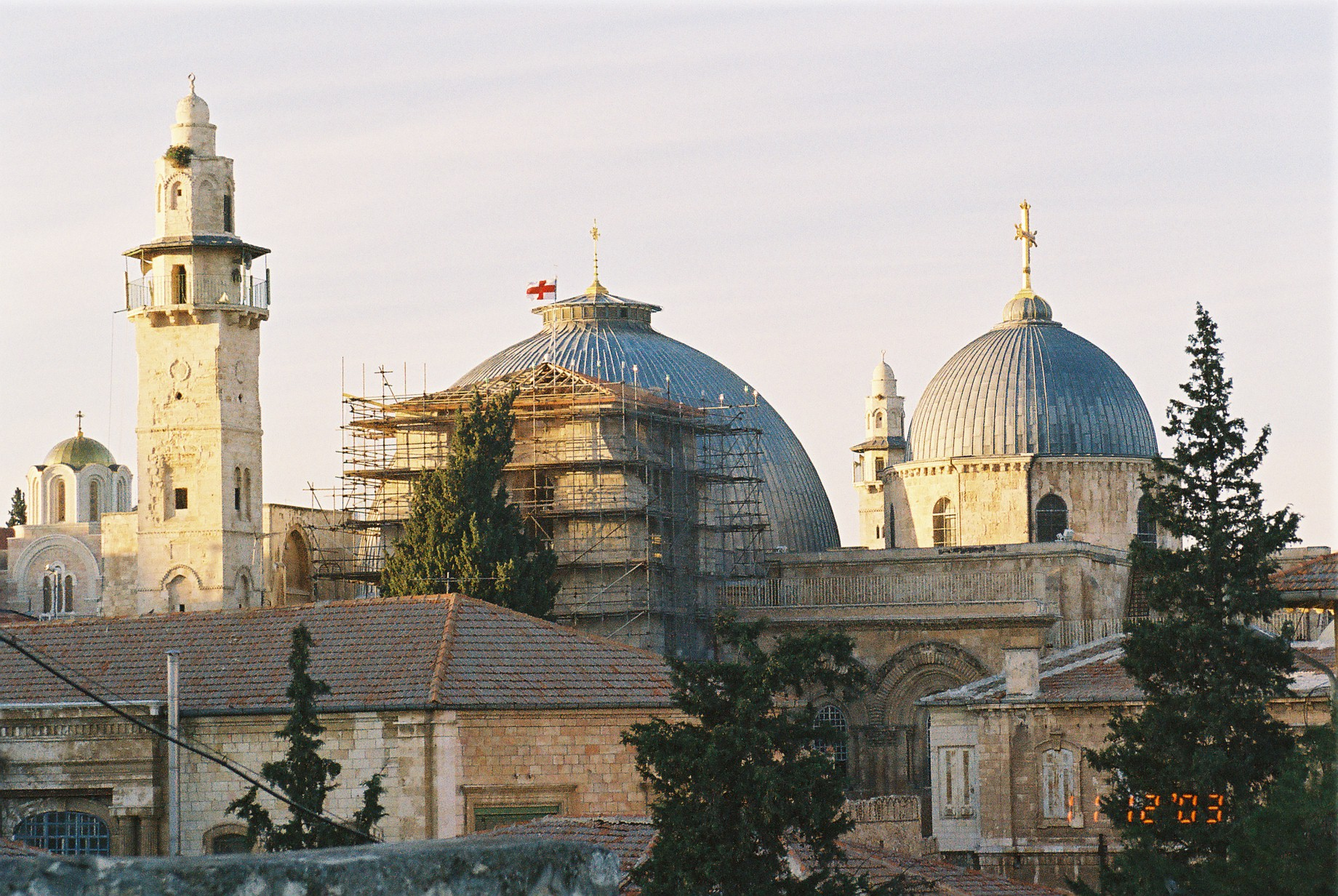
Храм Воскресения Христова (Гроба Господня) в Иерусалиме

### Храмы, монастыри и иная собственность

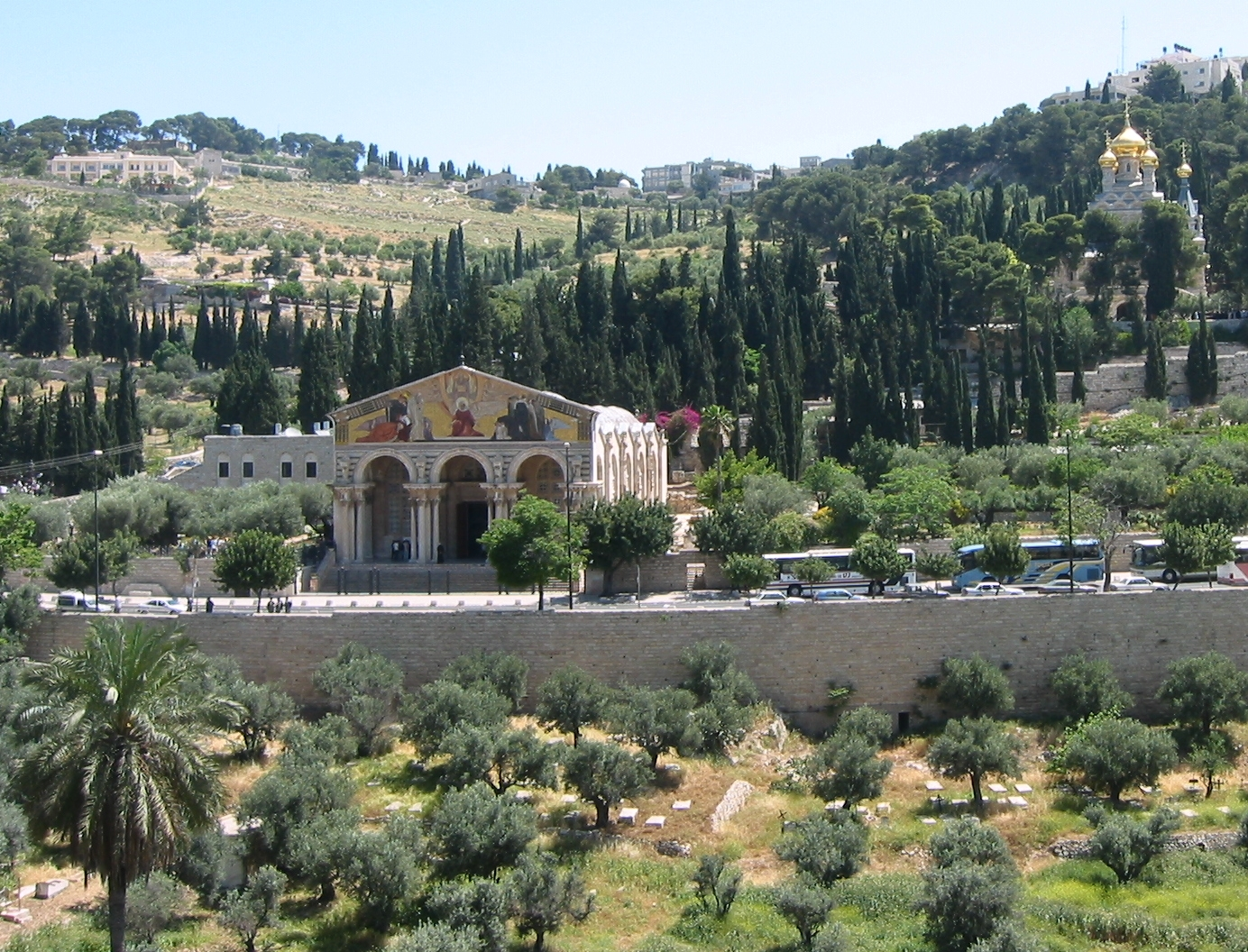
Гефсимания

Иерусалимская православная церковь является вторым по величине собственником земли в Израиле, уступая только израильскому правительству. Иерусалимская православная церковь приобрела большую часть своих земель в XIX веке во времена существования Османской империи. В 1950-х годах, вскоре после обретения Израилем независимости, Иерусалимская православная церковь согласилась сдать большую часть своих земель в Израиле в аренду израильскому правительству сроком на 99 лет с возможностью продления аренды. Иерусалимскому патриархату принадлежит около 18 % земель Иерусалима, даже здание израильского парламента, Кнессет, и резиденция Президента Израиля построены на его территории.
Собственность Церкви также включает исторические здания в Старом городе Иерусалима, в том числе отели Imperial и Petra, расположенные около Яффских ворот в черте старого города, а также обширные территории на Западном берегу реки Иордан.
По состоянию на 2010 год Иерусалимский Патриархат насчитывал 37 храмов. 17 храмов  в Израиле, 11 — в Палестине, а также 24 монастыря, из них 19 небольших монастырей в Старом городе Иерусалима. Самые известные монастыри: Святого Гроба Господня, Вифлеемский — около пещеры Рождества Христова, Иоанна Предтечи — у реки Иордан, на месте Крещения Господня, Лавра святого Саввы Освященного, монастырь святого Онуфрия Великого, Герасима Иорданского и пр. Один монастырь находится в Иордании.
Святыни Иерусалимского Патриархата уникальны тем, что они связаны с земной жизнью Христа и описаны в Евангелии — пещера Рождества Христова в Вифлееме,  Голгофа и Гроб Господень в храме Воскресения Христова, а также Гефсимания, Назарет, Елеонская гора. Уже в первые века христианства Вифлеем развивался благодаря путешествиям паломников. В 330 году Константин Великий построил там базилику, а впоследствии император Юстиниан сделал в ней перестройки. Позже здесь были построены монастыри и храмы. В XII веке при приближении крестоносцев арабы почти полностью уничтожили Вифлеем, который был восстановлен крестоносцами. В 1244 году Вифлеем был опустошён хорезмийцами, а в 1489 году почти полностью уничтожен и восстановлен только в последние столетия. Главная святыня города — храм и пещера Рождества Христова.

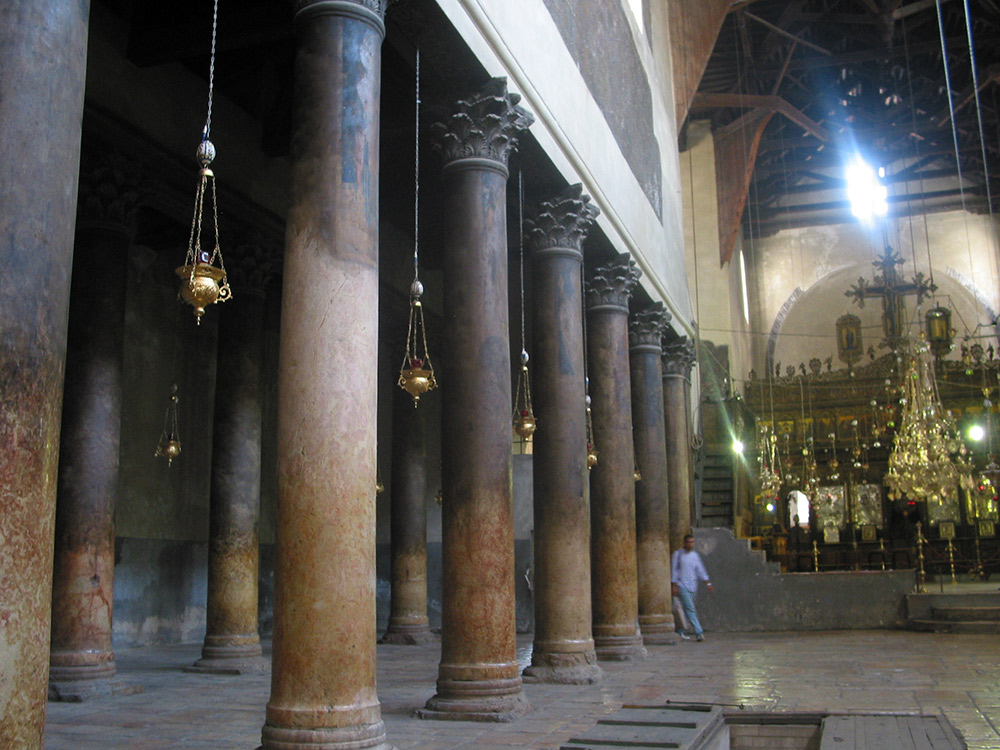
В храме Рождества Христова в Вифлееме

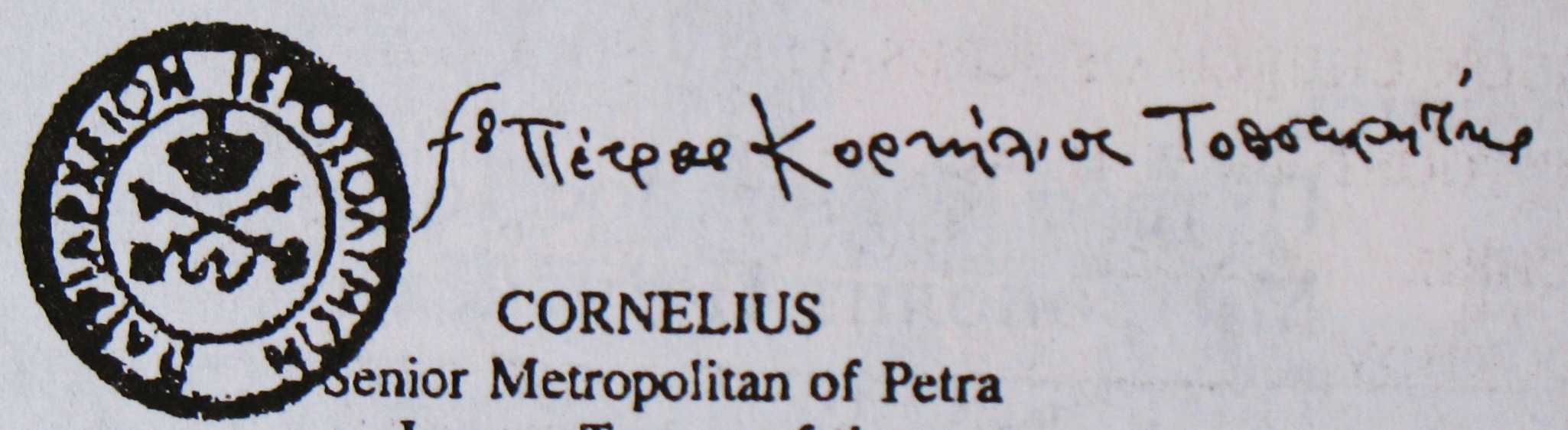
Печать патриарха Иерусалимского. 2001 год

Одним из важных направлений паломничества является гора Синай. С первых веков христианства на Синае был основан христианский монастырь, освящённый во имя Богородицы — Купины Неопалимой. В нём подвизался святой Иоанн Лествичник, в конце жизни ставший игуменом Синайской обители. Во время крестовых походов западноевропейские паломники дали монастырю новое имя — святой великомученицы Екатерины. В Синайском монастыре находится древняя библиотека, которая по количеству собранных древних рукописей считается второй после Ватиканской библиотеки.
Иерусалимская Церковь дала миру таких святых как архиепископ Кирилл Иерусалимский (+ 386) и патриарх Иувеналий Иерусалимский († ок. 458); епископ Косма Маиумский († ок. 787), песнопевец, составивший каноны на многие великие праздники и Страстную седмицу; преподобные основатели палестинских обителей, среди которых первый пустынножитель палестинский Харитон Исповедник († ок. 350), а также Евфимий Великий († 473), Феодосий Великий (+529),  Савва Освященный († 532), Герасим Иорданский (+475), Иоанн Дамаскин (+ок. 753), преподобный Феоктист (+467), Георгий и Иоанн Хозевиты и многие другие.

### Приходы вне основной канонической территории

#### Кипр
Иерусалимская православная церковь имела свои подворья на Кипре уже с начала XII века, когда в результате завоевания Иерусалима войском рыцарей Первого крестового похода в 1099 году патриархи Иерусалимские и простые христиане были изгнаны со Святой земли и находили убежище на Кипре. Однако три монастыря, которые исторически принадлежали Иерусалимской церкви, оказались в 1974 году на оккупированной турками части острова. По словам митрополита Тимофея (Маргаритиса), «с 1974 по 2006 годы мы жили надеждой, что сможем вернуться и восстановить эти монастыри. Но я видел, что переговоры шли и шли, а представительства у нас всё ещё не было. Поэтому было решено воссоздать экзархат в столице Кипра Никосии». 29 ноября 2013 года в Никосии совершено малое освящение храма во имя Вознесения Господня и священномученика Филумена Святогробца в резиденции экзарха Пресвятого Гроба на Кипре. 10 мая 2014 года храм экзархата Пресвятого Гроба Господня на Кипре был торжественно открыт.

#### Россия

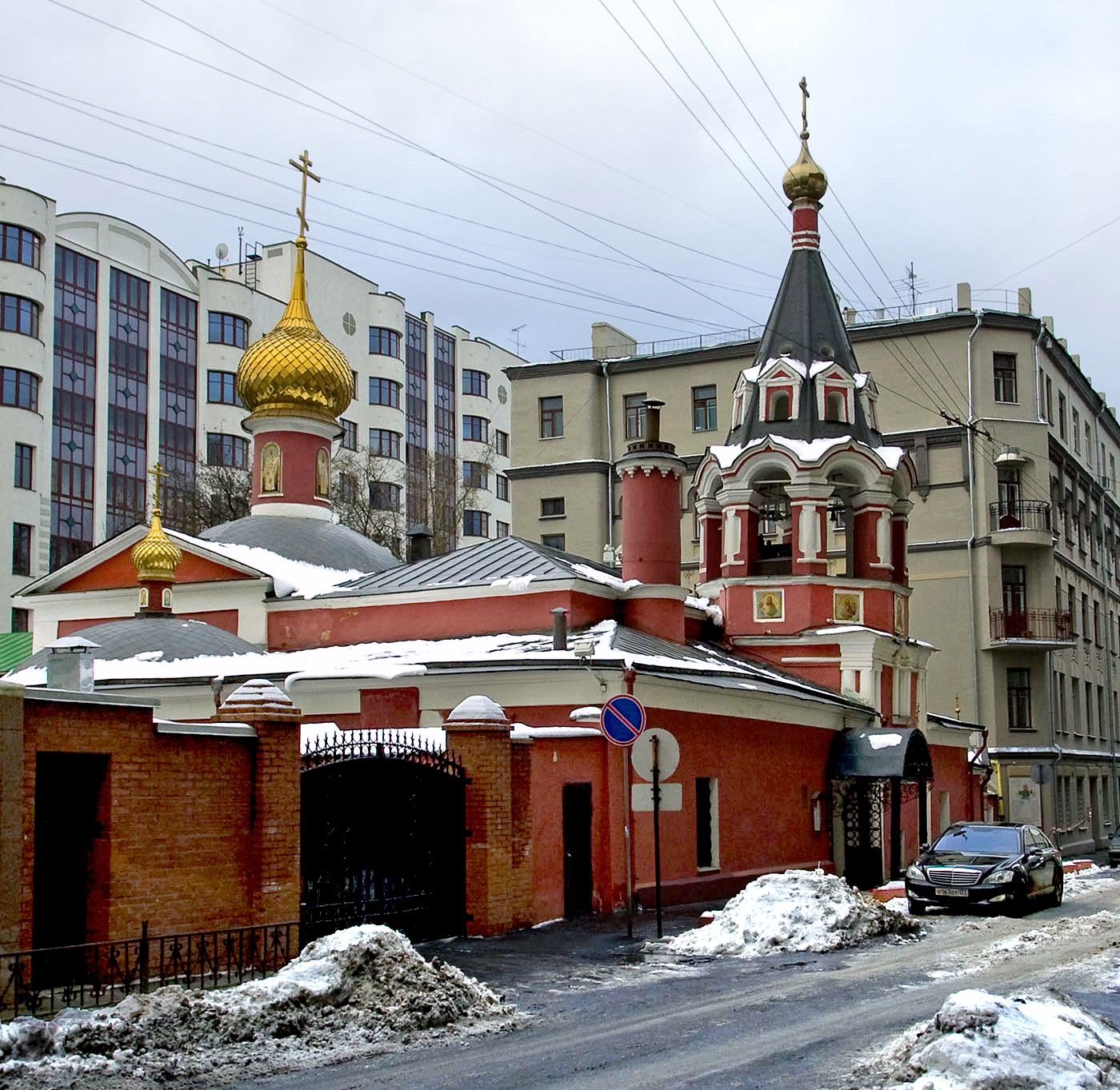
Подворье Иерусалимского патриархата в Москве

Патриархат имеет подворье в Москве, находящееся в храмe Воскресения Словущего на Арбате. Было основано по указу Александра I в 1817 году в связи с просьбой патриарха Иерусалимского Поликарпа к Русской православной церкви о даровании Иерусалимскому патриархату подворья в Москве, где могли бы останавливаться монахи братства Святого Гроба Господня. Патриарх Иерусалимский прислал в дар подворью часть Древа Животворящего Креста Господня и десницу великомученика Евстафия Плакиды, которые находятся в храме до сих пор.
В 1917 году Иерусалимское подворье было упразднено, но церковь и в годы советской власти не закрывалась для прихожан. С 1930-х годов в храме служил протодиакон Михаил (Холмогоров). В 1960—1990-х годах совершал своё служение протоиерей Василий Серебренников. С 1989 года храм Воскресения Словущего снова стал именоваться храмом Иерусалимского подворья; настоятелем был назначен архимандрит Феофилакт (Георгиадис, + 2021), позже архиепископ Иорданский, патриарший эпитроп в Вифлееме. В 2001 году его сменил архимандрит Феофил (Яннопулос), ныне — Патриарх Иерусалимский и всея Палестины. С 2003 года официальный представитель Иерусалимской православной церкви и настоятель подворья — архимандрит Стефан (Диспиракис).

#### США
Приходы Иерусалимского патриархата появились в США в 20-х годах XX века. Церкви в ведении Иерусалимского патриархата относились к «Эпитропии Святого Гроба в Америке», они формально не составляли отдельной епархии иерусалимского патриархата и считались, по существу, подворьями Патриархии в Америке. Приходы стали более обустроены с 2002 года, после того как архиепископ Яффский Дамаскин (Гаганьярас) был назначен эпитропом этих приходов. Под его руководством в их обустройстве произошли существенные улучшения. В состав эпитропии входило 15 приходов и два монастыря: Вознесенский монастырь в Резаке и монастырь Святого Креста в Восточном Сетаукете, в котором и находилось церковное управление. В 2002 году церкви и монастыри Иерусалимского патриархата были объединены в Викариат палестино-иорданских общин в США. В 2008 году викариат перешёл в введение Американской греческий архиепископии Константинопольской церкви, управляемой непосредственно североамериканским архиепископом Константинопольской церкви.